# Gastón Puerari
Gastón Puerari (Paysandú, Uruguay, 23 de enero de 1986) es un futbolista uruguayo que juega en Club Plaza Colonia.

## Carrera
Llegó al fútbol profesional procedente de la Selección de Paysandú, donde militó desde el 2004. En el año 2008 jugó en Rampla Juniors y posteriormente tuvo su primer paso al exterior, en Emelec de Ecuador. En el 2009 fue a Montevideo Wanderers donde militó dos temporadas. El 2011 fue al Chicago Fire de la MLS de Estados Unidos, y luego al Atlas de Guadalajara de México. El 2012 regresa a Uruguay a Defensor Sporting, al año siguiente pasa a El Tanque Sisley. El 29 de diciembre de 2015, el Club Social y Deportivo Municipal de Guatemala, hizo oficial su contratación de cara al Torneo de Clausura 2016.

## Clubes
| Club                    | País           | Año         |
| ----------------------- | -------------- | ----------- |
| Rampla Juniors          | Uruguay        | 2008        |
| Emelec                  | Ecuador        | 2008        |
| Montevideo Wanderers    | Uruguay        | 2009-2010   |
| Chicago Fire            | Estados Unidos | 2011        |
| Atlas de Guadalajara    | México         | 2011        |
| Defensor Sporting       | Uruguay        | 2012        |
| El Tanque Sisley        | Uruguay        | 2013        |
| Juventud de las Piedras | Uruguay        | 2014        |
| CSD Municipal           | Guatemala      | 2015 - 2018 |
| Plaza Colonia           | Uruguay        | 2018        |

## Palmarés
Torneos locales
| Título                | Club          | País      | Año          |
| --------------------- | ------------- | --------- | ------------ |
| Campeón Clausura 2017 | CSD Municipal | Guatemala | Mayo de 2017 |
|                       |               |           |              |
|                       |               |           |              |

### Torneos internacionales amistosos
| Título    | Club              | País    | Año  |
| --------- | ----------------- | ------- | ---- |
| Copa Suat | Defensor Sporting | Uruguay | 2012 |